# Off the Wire
Off the Wire – trzeci album studyjny polskiej wokalistki Izy Lach. Produkcją krążka zajął się raper Snoop Dogg, pod pseudonimem „Berhane Sound System”. Płyta jest promowana przez utwory "Set It Off" oraz "Lost in Translation", w których raper udziela się gościnnie. Album został udostępniony w internecie za pomocą witryny Bandcamp.

## Lista utworów
1. „I Can Feel U” – 4:25
2. „It’s Summer Again” – 3:47
3. „Lost in Translation” – 4:08
4. „Set It Off” – 2:41
5. „Off the Wire” – 4:33
6. „Yellow Brick Road” – 3:38
7. „Pressure Off” – 3:04
8. „I Got Ya Back” – 4:35
9. „Back in Love” – 4:25
10. „Let Me B the 1” – 3:08
11. „Defend Your Love” – 3:51